# 趙立忠
趙立忠（？年—？年），江蘇鎭江府丹徒縣人，由乾隆三十五年庚寅恩科舉人辛丑大挑一等，乾隆四十八年正月署四川順慶府岳池縣知縣。是一位政治人物，明清時曾在四川順慶府岳池縣（位於今四川東北部，武周萬歲通天二年分南充、相如二縣置，是一個千年古縣）擔任官吏。